# Ebetsu, Hokkaidō
Ebetsu (江別市 Ebetsu-shi) là thành phố thuộc phó tỉnh Ishikari, Hokkaidō, Nhật Bản. Tính đến ngày 1 tháng 10 năm 2020, dân số ước tính thành phố là 121.056 người và mật độ dân số là 650 người/km2. Tổng diện tích thành phố là 187,4 km2.

## Địa lý

### Thành phố kết nghĩa
- Gresham, Oregon,  Hoa Kỳ (từ 1977)[2][3]

### Khí hậu
| Dữ liệu khí hậu của Ebetsu, Hokkaidō    | Dữ liệu khí hậu của Ebetsu, Hokkaidō | Dữ liệu khí hậu của Ebetsu, Hokkaidō | Dữ liệu khí hậu của Ebetsu, Hokkaidō | Dữ liệu khí hậu của Ebetsu, Hokkaidō | Dữ liệu khí hậu của Ebetsu, Hokkaidō | Dữ liệu khí hậu của Ebetsu, Hokkaidō | Dữ liệu khí hậu của Ebetsu, Hokkaidō | Dữ liệu khí hậu của Ebetsu, Hokkaidō | Dữ liệu khí hậu của Ebetsu, Hokkaidō | Dữ liệu khí hậu của Ebetsu, Hokkaidō | Dữ liệu khí hậu của Ebetsu, Hokkaidō | Dữ liệu khí hậu của Ebetsu, Hokkaidō | Dữ liệu khí hậu của Ebetsu, Hokkaidō |
| Tháng                                   | 1                                    | 2                                    | 3                                    | 4                                    | 5                                    | 6                                    | 7                                    | 8                                    | 9                                    | 10                                   | 11                                   | 12                                   | Năm                                  |
| --------------------------------------- | ------------------------------------ | ------------------------------------ | ------------------------------------ | ------------------------------------ | ------------------------------------ | ------------------------------------ | ------------------------------------ | ------------------------------------ | ------------------------------------ | ------------------------------------ | ------------------------------------ | ------------------------------------ | ------------------------------------ |
| Cao kỉ lục °C (°F)                      | 6.9 (44.4)                           | 7.2 (45.0)                           | 14.6 (58.3)                          | 24.6 (76.3)                          | 31.9 (89.4)                          | 31.7 (89.1)                          | 35.6 (96.1)                          | 34.7 (94.5)                          | 31.9 (89.4)                          | 24.8 (76.6)                          | 19.7 (67.5)                          | 13.2 (55.8)                          | 35.6 (96.1)                          |
| Trung bình ngày tối đa °C (°F)          | −2.2 (28.0)                          | −1.1 (30.0)                          | 3.0 (37.4)                           | 10.6 (51.1)                          | 16.9 (62.4)                          | 20.9 (69.6)                          | 24.3 (75.7)                          | 25.8 (78.4)                          | 22.5 (72.5)                          | 15.7 (60.3)                          | 7.8 (46.0)                           | 0.3 (32.5)                           | 12.0 (53.7)                          |
| Trung bình ngày °C (°F)                 | −6.4 (20.5)                          | −5.5 (22.1)                          | −0.8 (30.6)                          | 5.6 (42.1)                           | 11.4 (52.5)                          | 15.7 (60.3)                          | 19.5 (67.1)                          | 21.0 (69.8)                          | 17.1 (62.8)                          | 10.3 (50.5)                          | 3.5 (38.3)                           | −3.5 (25.7)                          | 7.3 (45.2)                           |
| Tối thiểu trung bình ngày °C (°F)       | −12.2 (10.0)                         | −11.5 (11.3)                         | −5.6 (21.9)                          | 0.6 (33.1)                           | 6.4 (43.5)                           | 11.7 (53.1)                          | 16.0 (60.8)                          | 17.1 (62.8)                          | 11.9 (53.4)                          | 4.8 (40.6)                           | −0.8 (30.6)                          | −8.2 (17.2)                          | 2.5 (36.5)                           |
| Thấp kỉ lục °C (°F)                     | −26.1 (−15.0)                        | −25.8 (−14.4)                        | −21.2 (−6.2)                         | −9.8 (14.4)                          | −3.6 (25.5)                          | 2.6 (36.7)                           | 8.0 (46.4)                           | 7.5 (45.5)                           | 1.5 (34.7)                           | −4.6 (23.7)                          | −14.8 (5.4)                          | −24.2 (−11.6)                        | −26.1 (−15.0)                        |
| Lượng Giáng thủy trung bình mm (inches) | 67.1 (2.64)                          | 47.9 (1.89)                          | 39.1 (1.54)                          | 42.4 (1.67)                          | 56.1 (2.21)                          | 83.1 (3.27)                          | 102.8 (4.05)                         | 144.9 (5.70)                         | 123.2 (4.85)                         | 94.1 (3.70)                          | 88.3 (3.48)                          | 73.0 (2.87)                          | 965.0 (37.99)                        |
| Số ngày mưa trung bình                  | 16.2                                 | 13.9                                 | 10.3                                 | 8.6                                  | 9.0                                  | 8.7                                  | 9.3                                  | 10.8                                 | 10.2                                 | 12.8                                 | 14.8                                 | 15.0                                 | 139.6                                |
| Số giờ nắng trung bình tháng            | 82.6                                 | 95.1                                 | 149.4                                | 176.9                                | 198.0                                | 171.3                                | 161.0                                | 159.5                                | 165.1                                | 144.5                                | 98.4                                 | 74.2                                 | 1.676,5                              |
| Nguồn 1: Cục Khí tượng Nhật Bản         |                                      |                                      |                                      |                                      |                                      |                                      |                                      |                                      |                                      |                                      |                                      |                                      |                                      |
| Nguồn 2: Cục Khí tượng Nhật Bản         |                                      |                                      |                                      |                                      |                                      |                                      |                                      |                                      |                                      |                                      |                                      |                                      |                                      |